# Поженян Григорій Михайлович
Григо́рій Миха́йлович Поженя́н (20 вересня 1922, Харків — 20 вересня 2005, Москва) — радянський, російський поет, автор ряду кіносценаріїв. Лауреат Державної премії Росії (1995).

## Життєпис
Народився 1922 р. в Харкові в родині службовця. Учасник Німецько-радянської війни. Закінчив Літературний інститут ім. М. Горького (1952).
Автор збірок віршів «Вітер з моря», «Штурмові ночі» та ін., сценаріїв українських фільмів: «Спрага» (1959), «Ніколи» (1962), «Прощавай» (1966), тексту пісень до кінокартин: «Сильніше урагану» (1960), «Водив поїзди машиніст» (1961), «Над нами Південний Хрест» (1965), «Загибель ескадри» (1965), «Іду своїм курсом» (1974), «Потяг у далекий серпень» (1974), «Втеча з палацу» (1975), «Розгін» (1982).
Також 1972 року спільно з О. Горчаковим і В. Аксьоновим написав роман-пародію на шпигунський бойовик «Джин Грін — недоторканний» (рос. «Джин Грин — неприкасаемый: карьера агента ЦРУ GB № 014») під псевдонімом Гривадій Горпожакс (комбінація імен і прізвищ реальних авторів).
Поставив за своїм сценарієм на Одеській кіностудії фільм «Прощавай» (1966).
Нагороджений орденами Червоного Прапора, Вітчизняної війни І ст., Червоної Зірки і медалями.
Член Спілки письменників Росії.